# Жданово (Торжокский район)
Жданово — деревня в Торжокском районе Тверской области России. Входит в состав Марьинского сельского поселения.

## География
Деревня находится в центральной части региона, в зоне хвойно-широколиственных лесов, в пределах восточной оконечности Валдайской возвышенности, в 1 км к северо-востоку от села Марьино.

### Климат
Климат характеризуется как умеренно континентальный, влажный, с морозной зимой и умеренно тёплым летом. Среднегодовая температура воздуха — 3,9 °C. Средняя температура воздуха самого холодного месяца (января) — −10,2 °C (абсолютный минимум — −48 °C); самого тёплого месяца (июля) — 16,9 °C (абсолютный максимум — 35 °C). Вегетационный период длится около 169 дней. Годовое количество атмосферных осадков составляет около 575—600 мм, из которых большая часть выпадает в тёплый период. Снежный покров держится в течение 135 −140 дней. Среднегодовая скорость ветра варьирует в пределах от 3,1 до 4,1 м/с.

## История
В 1884 году деревня Жданово относилась к Спасскому приходу Марьинской волости Новоторжского уезда, в ней 15 дворов, 84 жителя.
В 1940 году деревня в составе Марьинского сельсовета Медновского района Калининской области.

## Население
| 2010 |
| ---- |
| 7    |

## Инфраструктура
Личное подсобное хозяйство.

## Транспорт
Деревня доступна автотранспортом.